# Бондар Олександр Олександрович
Олександр Олександрович Бондар (нар. 24 вересня 1981, Здолбунів, Рівненська область УРСР) — український футзаліст, граючий тренер  польського «We-Met Futsal Club», виступав за футзальну збірну України. П'ятиразовий чемпіон Польщі та триразовий чемпіон України з футзалу. За кар'єру гравця здобув 21 трофей на клубному рівні.

## Клубна кар'єра
Футболом розпочав займатися в ДЮСШ (Здолбунів), перший тренер — В'ячеслав Гайдучик.
Дебютував у великому футзалі у 1999 році за тоді ще рівненський «Случ», який виступав у вищій лізі і упродовж шести сезонів був одним із кращих гравців колективу, в подальшому перейменованого в МФК «Рівне». Загалом провів за клуб 86 матів у чемпіонатах України і забив 85 м'ячів.
У сезоні 2005/06 перейшов до львівської «Енергії», з якою став віце-чемпіоном України, а наступного — чемпіоном. Також зіграв в еліт-раунді Кубку УЄФА з футзалу. У складі львівського «Тайму», який 2011 року об'єднався з «Енергією» (Львів), ще двічі виграв чемпіонат України, а також по одному разу ставав володарем Кубку та Суперкубку України.
У сезоні 2014/15 приєднався до польського клубу «Вісла Кракбет» (Краків) і в своєму дебютному матчі виграв Суперкубок Польщі. Завершив чемпіонат виграшем золотих нагород Екстракляси, володарем Кубку та Суперкубку Польщі. Крім того став найкращим бомбардиром першості (28 голів у 25 матчах) і отримав нагороду, як найкращий легіонер польського чемпіонату.
У 2015 році перейшов до команди «Ред Девілс» (Хойніце), з якою виграв кубок Польщі та захистив титул найкращого бомбардиру чемпіонату (31 гол у 24 матчах).
Із 2016 по 2020 роки був гравцем «Рекорду» (Бельсько-Бяла). За чотири сезони у футболці «рекордсменів» став чотириразовим чемпіоном Польщі, триразовим володарем Кубка та Суперкубка країни.
У сезоні 2020/21 повернувся до України, підписавши контракт із командою «Кардинал-Рівне». Після відставки з посту головного тренера Ігоря Москвичова у лютому 2021 року став в.о. головного тренера клубу, а згодом позбувся приставки «в.о.», ставши головним наставником команди.
У сезоні 2022/23 вперше в історії «Кардинал-Рівне» привів команду до бронзових нагород Екстра-ліги та здобув Кубок України. У цьому ж сезоні Олександра Бондаря визнали кращим тренером VBET Екстраліги.
У січні 2024 року у якості гравця перейшов до команди польської Екстракляси «Євробус» із міста Перемишль.
14 червня 2024 року став граючим тренером команди «We-Met Futsal Club», яка виступає в польській Екстраклясі.

## Кар'єра в збірній
Дебютував у збірній України 11 лютого 2013 року в матчі проти збірної Польщі, в якому відзначився одним із голів, а поєдинок завершився з результатом 6:2. У вересні зіграв у двох матчах плей-оф чемпіонаті Європи 2014 року проти збірної Угорщини, але на сам турнір його не викликали.

## Статистика

### Статистика виступів у чемпіонаті Польщі
| Сезон                | Клуб                     | Країна               | Змагання              | Матчі | Голи |
| -------------------- | ------------------------ | -------------------- | --------------------- | ----- | ---- |
| 2014/15              | «Вісла Кракбет» (Краків) | Польща               | Футзальна Екстракляса | 25    | 28   |
| 2015/16              | «Ред Девілс» (Хойніце)   | Польща               | Футзальна Екстракляса | 24    | 31   |
| 2016/17              | «Рекорд» (Бельсько-Бяла) | Польща               | Футзальна Екстракляса | 20    | 19   |
| 2017/18              | «Рекорд» (Бельсько-Бяла) | Польща               | Футзальна Екстракляса | 25    | 25   |
| 2018/19              | «Рекорд» (Бельсько-Бяла) | Польща               | Футзальна Екстракляса | 27    | 26   |
| 2019/20              | «Рекорд» (Бельсько-Бяла) | Польща               | Футзальна Екстракляса | 18    | 13   |
| 2023/24              | «Євробус» (Перемишль)    | Польща               | Футзальна Екстракляса | 12    | 1    |
| 2024/25              | «We-Met Futsal Club»     | Польща               | Футзальна Екстракляса | 28    | 6    |
| Усього в Екстраклясі | Усього в Екстраклясі     | Усього в Екстраклясі | Усього в Екстраклясі  | 179   | 149  |

### Статистика виступів в Україні
| Сезон                      | Клуб                       | Ліга                       | М   | Г   |
| -------------------------- | -------------------------- | -------------------------- | --- | --- |
| 1999/00                    | «Случ» (Рівне)             | Вища                       | 10  | 2   |
| 2000/01                    | МФК Рівне                  | Перша                      | 23  | 16  |
| 2001/02                    | МФК Рівне                  | Перша                      | 17  | 17  |
| 2002/03                    | МФК Рівне                  | Перша                      | 17  | 19  |
| 2003/04                    | МФК Рівне                  | Перша                      | 14  | 21  |
| 2004/05                    | МФК Рівне                  | Перша                      | 15  | 12  |
| Усього за МФК Рівне        | Усього за МФК Рівне        | Усього за МФК Рівне        | 86  | 85  |
| 2005/06                    | «Енергія»                  | Вища                       | 30  | 7   |
| 2006/07                    | «Енергія»                  | Вища                       | 35  | 5   |
| Усього за «Енергію»        | Усього за «Енергію»        | Усього за «Енергію»        | 65  | 12  |
| 2007/08                    | «Тайм»                     | Вища                       | 23  | 16  |
| 2008/09                    | «Тайм»                     | Вища                       | 28  | 17  |
| 2009/10                    | «Тайм»                     | Вища                       | 30  | 7   |
| Усього за «Тайм»           | Усього за «Тайм»           | Усього за «Тайм»           | 81  | 40  |
| 2010/11                    | "Енергія-Тайм"(Львів)      | Вища                       | 27  | 7   |
| 2011/12                    | «Кардинал-Рівне»           | ЕЛ                         | 21  | 8   |
| 2012/13                    | «Кардинал-Рівне»           | ЕЛ                         | 25  | 10  |
| Усього за «Кардинал-Рівне» | Усього за «Кардинал-Рівне» | Усього за «Кардинал-Рівне» | 46  | 18  |
| 2013/14                    | «Енергія»                  | ЕЛ                         | 28  | 6   |
| Усього за «Енергію»        | Усього за «Енергію»        | Усього за «Енергію»        | 93  | 18  |
| 2020/21                    | «Кардинал-Рівне»           | ЕЛ                         | 17  | 7   |
| 2021/22                    | «Кардинал-Рівне»           | ЕЛ                         | 12  | 1   |
| 2022/23                    | «Кардинал-Рівне»           | ЕЛ                         | 26  | 7   |
| 2023/24                    | «Кардинал-Рівне»           | ЕЛ                         | 8   | 1   |
| Усього за «Кардинал-Рівне» | Усього за «Кардинал-Рівне» | Усього за «Кардинал-Рівне» | 109 | 34  |
| Усього в Вищій/Екстра-лізі | Усього в Вищій/Екстра-лізі | Усього в Вищій/Екстра-лізі | 320 | 101 |
| Усього в Першій лізі       | Усього в Першій лізі       | Усього в Першій лізі       | 86  | 85  |

## Титули та досягнення як гравця
Україна
- Чемпіон України (3): 2006/07, 2008/09, 2009/10
- Віце-чемпіон (3): 2005/06, 2010/11, 2013/14
- Кубок України (4): 2009/10, 2010/11, 2013/14, 2022/23
- Суперкубок України (1): 2009

Польща
- Чемпіон Польщі (5): 2014/15, 2016/17, 2017/18, 2018/19, 2019/20
- Кубок Польщі (4): 2014/15, 2015/16, 2017/18, 2018/19
- Суперкубок Польщі (4): 2014, 2017, 2018, 2019

### Особисті
- Кращий бомбардир Екстракляси (2): 2014/15, 2015/16
- Кращий легіонер Екстракляси: 2014/15

Титули та досягнення як тренера:
- Кубок
  - Володар (1): 2022/23
  - Бронзовий призер чемпіонату України: 2022/23

- Кращий тренер Екстра-ліги: 2022./23